# Društvo za podizanje spomenika kralju Tomislavu
Društvo za podizanje spomenika kralju Tomislavu bila je hrvatska udruga građana koja je djelovala u razdoblju od kolovoza 1924. do 1947. godine, od početne inicijative za izradu monumentalnoga kipa prvoga hrvatskog kralja Tomislava pa do njegova postavljanja. Kip je godine 1947. postavljen na svoje postolje na zagrebačkome Trgu kralja Tomislava, nakon brojnih prepreka i problema, čekajući već izliven u bronci gotovo 15 godina.

## Povijest

### Osnutak
Inicijativu za podizanje spomenika kralju Tomislavu u Zagrebu dao je odvjetnik Milan Dečak (1883. – 1968.) pa je u tu svrhu okupio istomišljenike, među kojima su bili Rudolf Horvat, Vjekoslav Klaić, Ljubo Babić, Robert Frangeš Mihanović, Šandor Aleksander i druge poznate osobe, koji su u kolovozu 1924. godine utemeljili Odbor za podignuće spomenika kralju Tomislavu u Zagrebu, preteču budućega Društva.
To je bilo vrijeme kada se približavala tisućita obljetnica krunidbe prvoga hrvatskog kralja, za čiju su proslavu u Hrvatskoj vršene opsežne pripreme, pa su i članovi Odbora željeli iskoristiti prigodu i doprinijeti tomu značajnom događaju. Općenito se politička situacija u novostvorenoj Kraljevini Srba, Hrvata i Slovenaca malo primirila, nakon početnoga nezadovoljstva izraženoga na području hrvatskih zemalja koje su pod srpskim pritiskom uključene u tu državu, pa je novoosnovani Odbor u razmjerno povoljnim okolnostima mogao raditi, dobivši zeleno svjetlo od Vlade kojoj je na čelu bio Ljubomir Davidović. Prikupljena su i određena financijska sredstva koja su se nalazila u Prvoj hrvatskoj štedionici. Izrada samoga spomenika povjerena je kiparu Robertu Frangešu Mihanoviću.
Krajem 1924. godine situacija se promijenila kada je 6. studenoga predsjednik Vlade postao Nikola Pašić. Zbog političkih previranja Odbor nije bio aktivan sve do razmjernoga smirivanja situacije i ulaska predstavnika Hrvatske seljačke stranke u Vladu. Beogradsko Ministarstvo unutrašnjih poslova izdalo je 29. rujna 1925. rješenje o dopuštanju rada Odbora na teritoriju cijele države. Prema Pravilniku Odbora postojalo je više pododbora: središnji, umjetnički, novinarski, financijski, revizijski i gospodarski. Svi su pododbori prionuli poslu pa je krajem 1925. izrađen kamen temeljac kojega je 31. prosinca blagoslovio zagrebački nadbiskup Antun Bauer. Međutim, kamen nije postavljen na mjesto budućega spomenika, već je čuvan u nadbiskupskoj riznici.

### Preimenovanje
Rad Odbora sljedećih je godina tekao otežano zbog niza razloga: teškoće oko prikupljanja dovoljne količine novca za predviđen spomenik, bankarske kreditne krize, političkih previranja koja su kulminirala ubojstvom Stjepana Radića, elementarnih nepogoda (velike poplave), smrti istaknutoga člana Vjekoslava Klaića i drugih razloga.
U međuvremenu je sazvana Skupština Odbora koja je na svojoj sjednici 5. srpnja 1927. promijenila naziv organizacije u Društvo za podizanje spomenika kralju Tomislavu. Za predsjednika je – isprva privremeno, a kasnije redovno – izabran Milan Dečak, a za dopredsjednika Šandor Aleksander, dok su među članovima bile mahom istaknute i financijski dobrostojeće osobe s prebivalištem na području grada Zagreba, a i šire. Tada je izgledalo da će podizanje spomenika biti razmjerno brzo napravljeno. U to se vrijeme već prišlo izradi gipsanoga odljevka kipa, a vršene su i pripreme za realizaciju bočnoga reljefa sa svake strane postolja.

### Organiziranje izrade brončanoga kipa i postolja
Diktatura kralja Aleksandra Karađerđevića uvedena 6. siječnja 1929. prouzročila je zamrlost aktivnosti Društva. Sljedeće godine nastavilo se s radom na realizaciji spomenika pa se tako prišlo nabavi dovoljne količine bronce potrebne za izradu iz gipsa izlijanoga odljevka. U tu je svrhu uspješno izvršena doprema oko 5 tona bronce od starih topova koji su se nalazili u Kragujevcu, ali ta količina nije bila dovoljna, pa je uz određene poteškoće nabavljeno još oko 3 tone. Lijevanje brončanih dijelova spomenika obavljalo se u ljevaonici Zvonimira Oblaka na Savskoj cesti u Zagrebu prema ugovoru kojeg je Društvo sklopilo 5. siječnja 1931. godine. Zbog problema s likvidnošću štedionice u kojoj se nalazio novac prikupljen za izradu spomenika, ljevaoničaru Oblaku nije se moglo na vrijeme plaćati te se posao lijevanja odužio.
Kip kralja Tomislava koji jaše na zapetomu gizdavom konju naposlijetku je izlijan u bronci u rujnu 1933. godine i privremeno smješten u jednomu provizornom spremištu. Predstojala je potom izrada velikog postolja s bočnim reljefima na koje će kip biti postavljen, a to je bilo skopčano s problemima koje Društvo nije moglo brzo riješiti. Zatim je došlo do zastoja rada zbog ubojstva kralja Aleksandra u Marseilleu, što je potrajalo do 1935. godine. Otada je Društvo riješavalo još neriješena pitanja, od osiguravanja dovoljne količine novca za izradu postolja do prikupljanja potrebnih administrativnih dozvola za postavljanje spomenika na Tomislavovu trgu nasuprot Glavnomu željezničkom kolodvoru. 

### Ideje oForumu Croatorumu
Godine 1939. Društvo je uspjelo riješiti pitanje građevinske dozvole za mjesto, tj. položaj spomenika. Predsjednik Dečak morao je prije toga otkloniti različita mišljenja, osobito ona iz Gradskoga poglavarstva, ali i nekih drugih viđenijih pojedinaca te drugih udruga građana, koja su se odnosila na mikrolokaciju smještaja spomenika, od onih koja su željela da ona bude južnije, bliže ulazu u Glavni željeznički kolodvor, do onih koja su tražila da bude puno sjevernije, tako da bude na osi Ulice Antuna Mihanovića.
Dečak se odlučno usprotivio pomicanju već ranije određenog mjesta na kojemu će biti spomenik jer se onda ne bi mogla ostvariti njegova zamisao da se na Tomislavovu trgu podigne spomenike i drugim značajnim hrvatskim vladarima, kao i da se otvori Milenijski muzej koji bi bio uređen u današnjemu Umjetničkom paviljonu ili novoizgrađen približno na istomu mjestu. Sve bi, uz dodatne alegoričke figure, bilo ukomponirano tako da na sredini Tomislavova trga stvori monumentalni kružni Forum Croatorum. Pritom bi se, prema Dečakovim zamislima, Tomislavov konjanički kip nalazio na južnoj strani predviđenoga Foruma Croatoruma okrenut glavom prema sjeveru. Takvu orijentaciju kipa podržavao je i njegov autor Robert Frangeš Mihanović te još neki članovi Društva.  
Maestralne zamisli o Forumu Croatorumu, koje je iznio Milan Dečak, zbog protivljenja dijela javnosti i nekih stručnih krugova nisu dalje razrađivane, već se tijekom 1940. godine fokusiralo na organiziranje građevinskih radova na postavljanju granitnoga postolja za konjanički kip. To se odvijalo uz nemale organizacijske probleme i mnoga politička protivljenja, ali su ipak odlukom Banske vlasti sve trzavice presiječene i prišlo se izradi postolja te je određen rok za završetak cijeloga spomenika u srpnju 1941. godine.

### Rad za vrijeme Drugoga svjetskog rata
Zbog početka Drugoga svjetskog rata na prostoru Hrvatske radovi na realizaciji završetka spomenika usporeni su, premda je Vlada Nezavisne Države Hrvatske 15. lipnja 1941. donijela odluku da se spomenik dovrši. Izvođač radova, građevno poduzeće Greiner, tek je u ljeto 1942. godine dovršio postolje. Za postavljanje kipa na postolje više nije bilo ni novaca ni dobre volje. Uzalud je predsjednik Društva Dečak molio vlasti NDH da pomognu pri završetku spomenika. Radovi su do daljnjega obustavljeni, a aktivnosti Društva od tada svedene na minimum, odnosno zamrle.

### Završetak radova na spomeniku
Završetkom rata 1945. godine nove su komunističke vlasti odlučile postolje iskoristiti za montiranje ogromne petokrake zvijezde. Ipak, u listopadu 1947. Tomislavov konjanički kip podignut je na postolje, ali s drukčijim tekstom na čelu postolja i drukčijim bočnim reljefima nego je to prvotno bilo određeno, što je bila posljedica prilagođavanja tadašnjoj političkoj situaciji. Bez obzira na suprotna mišljenja i zahtjeve, okrenut je glavom prema jugu, pa je tako dočekivao putnike koji su željeznicom dolazili u Zagreb.

## Nasljeđe
Uspostavom samostalne Republike Hrvatske 1991. godine prišlo se izmjeni nekih preinaka kod realizacije postavljanja spomenika. Postavljeni su izvorni bočni reljefi koje je napravio Robert Frangeš Mihanović te hrvatski grb na čelnom dijelu granitnog postolja.

## Istaknuti članovi
- Rudolf Horvat
- Vjekoslav Klaić
- Robert Frangeš Mihanović
- Šandor Aleksander